# 이철우 (1960년)
이철우(李哲禹, 1960년 8월 9일 ~ ) 학생민주화운동가 출신 정치인, 언론인, 사회운동가이다. 대학 재학 중 전대협 정책위원장으로 활동, 국보법 위반으로 대학에서 제적을 당하였다. 이후 92년 대통령 선거를 앞두고‘남한 조선로동당 중부지역당사건’의 경찰 수사결과에 의해 92년 11월9일 입건. 당시 국보법위반 등으로 93년 7월8일 징역4년, 자격정지4년을 선고받아 복역후에 사면복권 되었다. 이후에는 포천 연천 환경단체와 언론시민단체에서 활동했다. 2004년 제17대 국회의원에 당선되었다가, 공직선거및선거부정방지법위반 혐의(의정부지방법원 제1형사부 판결)로 의원직을 상실하였다. 중국 유학 후 샹판대학 객좌교수. 민주당 수석사무부총장, 구제역 특별위원회 ,윤리위원회 위원을 역임하고 민주당 포천시·연천군 지역위원장으로 활동했으며 2012년 국회의원 선거에서 낙선했다.

## 학력
- 서울시립대학교 영어영문학과 졸업(2001년 8월)
- 서울시립대학교 영어영문학과 입학(1984년)
- 포천(연천) 관인고등학교 5회(‘79년) 졸업
- 포천(연천) 관인중학교 20회(‘76년) 졸업
- 포천(연천) 중리초등학교 13회(‘73년) 졸업

## 경력
- 중국 샹판대학 객좌교수 , 시인 (현)
- 대한예수교장로회 중리교회 장로 (현)
- 민주당 포천시·연천군 지역위원장 (현)
- 민주당 구제역 특별위원회 위원 (전)
- 민주당 윤리위원회 위원 (전)
- 민주당 수석사무부총장 (2010년 8월- 2011년 6월)
- 제 17대 열린우리당 국회의원, 前 농림해양수산의원
- 대통령 직속 정부혁신 및 지방분권위원회 자문의원 (전)
- 개혁신당추진연대회의 운영위원 (2003년)
- 대통령 직속 정부혁신 및 지방분권위원회 자문위원 (2003년)
- 열린우리당 이산가족 특별위원회 위원장
- 평화와 번영, 통일시대를 위한 북부비전21 공동대표 (2003년)
- 영중중학교 운영위원장 (2002년)
- 한탄강댐 백지화를 위한 3개군(연천, 포천, 철원) 대책위원회 사무국장
- 한탄강 네트워크 사무처장 (2000년 ~ 2003년)
- 임진강 수질보전 경기도 자문위원 (2001년 ~ 2002년)
- 경기의제21 운영위원 (2001년 ~ 2002년)
- 민주개혁국민연합 운영위원 (2001년 ~ 2002년)
- 대한예수교장로회 서시찰 중고등부 연합회장 (2000년 ~ 2001년)
- 포천문인협회 사무국장 (1999년 ~ 2000년)
- 중리초등학교 운영위원장 (1999년 ~ 2000년)
- 작은학교를 지키는 사람들 운영위원 (1999년)
- 작은학교 지키기 범국민 대책위 공동대표 (1999년)
- 월간 대학의 소리 대표
- 전국 대학생 대표자 협의회(전대협) 정책위원장

## 수상
- NGO 선정 국정감사 우수의원(2004)
- 녹색정치인상 (2006)

## 저서
- 동화집 '백두산호랑이' (1998)
- 에세이 '한탄강에 서면 통일이 보인다 (2003)
- 평론집 '내 정치학 교과서는 성경' (2010)
- 시집 (분단의 강에서 드리는 이 민족을 위한 기도) '쉰 번째 흐르는 한탄강' (2011)

## 국가보안법 위반 활동 관련 사항
84년 서울시립대 영문과에 입학한 후, 88년‘반미청년회’에 연루돼 제적당했다. 그는 이 사건에서 국보법위반으로 징역1년6월, 집행유예3년을 선고받았다. 이후 그는 92년 5월 ‘반미청년회’에서 함께 활동한 바 있는 양홍관씨와 함께 '남한 조선로동당 중부지역당사건’이라는 경찰 수사결과가 나오면서 같은 해 11월9일 입건되어 간첩 방조, 국가보안법위반 등으로 93년 7월 8일 징역4년, 자격정지4년을 선고받았다. 그는 복역 후 한탄강 댐건설 반대를 위한 시민운동 등을 벌여오다 김대중 정권 당시인 99년 2월25일 특별복권됐고, 지난 17대 국회의원선거에서 당선되었으나 선거법 위반으로 이듬해에 의원직을 상실했다.
이철우는 2004년 12월 국회의원으로 일하고 있는 도중, 1992년 당시의 중부지역당 행적이 언론에 보도돼 물의를 빚었다. 그의 1심 판결문에 따르면 1992년 1월 “한민전 노선을 따르는 지하당에 가입했다.”고 말하는 ‘민족해방 애국전선(민해전)’ 강원도 위원장인 양모씨에게 포섭돼 1992년 4월 서울 중랑구 망우동의 지하방에서 민해전 입당식을 치르면서 ‘강재수’란 가명과 ‘대둔산 820호’란 당번호를 부여받았고 북한 조선노동당旗(기)를 스카치테이프로 벽에 걸고, 그 밑에 김일성·김정일 초상화를 각각 전시한 다음 당기와 초상화를 바라보며 김일성 주석에게 충성을 다하는 주체사상 혁명가가 될 것을 다짐하는 입당식을 거행했다. 이때 조선노동당 기 등을 포천 고향집에 은닉했고, 수사당국은 이 기를 압수했다.

## 의정활동평가
이철우 前 의원은 국회 입성 후 농림해양수산위 활동을 통해 국내외적 여건에 의해 기반이 무너져가는 농수축산업 분야 입법활동을 통한 농축산업 보호에 앞장섰으며, 국민갈등해소를 위한 국민통합실천위원회 간사를 맡으며 사회적 양극화에 따른 갈등해소를 위한 다양한 활동을 전개했다. 또한, 수도권규제/군사보호시설보호 등의 법적인 규제로 인한 포천,연천지역 주민의 이해와 요구를 여러 루트를 통해 의견수렴하여 다양한 발전안을 제시하기도 했다.

## 제 17대 총선 당시 선거법 위반 관련 상황
2004년 4월 14일 17대 총선 선거 유세 중 당시 상대방 후보측인 한나라당 고조흥 후보 비방 및 허위사실 유포죄로 고소를 당하였다.
이후보가 “조.중.동(조선일보/중앙일보/동아일보)이 사설 및 기사 등을 통해 황금연휴, 징검다리 연휴 운운하면서 2~30대 젊은이들에게 행락을 부추기고 있다”라고 한 말이 “고조흥후보가 2~30대 젊은 사람들 보고 놀러가라고 합니다”라는 이유로 비디오테이프나 녹취록 같은 물증 없이 단지 5인의 증인(당시 한나라당의 연락소장, 협의회장, 청년회장, 고문의 子, 당원)이 법정 증인으로 채택돼 이들의 증언을 토대로 의원직 상실에 해당하는 벌금 250만원이라는 무거운 중형이 선고되었다.
당시 관련 판결에 많은 문제점이 있다는 논란이 있었고 실제 해당 총선 유세기간에 조선일보가 젊은층들의 투표율이 낮아질 수 있게 유도하는 보도가 있었다.
- 2004년 4월 12일 조선일보 기사 제목: “투표보다 행락 ”木金土日 황금연휴“ 북적

- 2004년 4월 12일 연합뉴스 기사 제목: “투표는 하고 놀자”..총선연휴 의외로 ‘차분’

위와 같이 조선일보와 연합뉴스는 서로 상반된 기사 제목과 내용을 담고 있었다.
이에 대해 많은 사람들이 조선일보 사옥 앞에서 시위를 실제 하였었고 이에 대한 보도도 있었다.
- 2005년 3월 25일 대법원에서 2심 판결을 그대로 유지, 벌금 250만원 유죄 확정판결로 의원직 상실.

## 역대 선거 결과
|  | 43.43% |

|  | 34.41% |

## 같이 보기
- 전국대학생대표자협의회
- 김근태
- 이인영
- 장성민
- 우상호
- 임종인
- 이한동
- 고조흥